# Liste des députés de l'Aisne
 (mai 2025).

Carte des circonscriptions de l'Aisne

Cet article présente la liste des députés élus dans l'Aisne par législature depuis 1791. Le département de l'Aisne est divisé depuis 1988 en 5 circonscriptions législatives.

## VeRépublique

### XVIIelégislature(2024-)
| Circ. | Député              | Parti | Parti | Suppléant                 |
| ----- | ------------------- | ----- | ----- | ------------------------- |
| 1re   | M. Nicolas Dragon   |       | RN    | Mme Sarah Flamant         |
| 2e    | M. Julien Dive      |       | LR    | Mme Marie-Laurence Maître |
| 3e    | M. Eddy Casterman   |       | RN    | M. Alban Hachard          |
| 4e    | M. José Beaurain    |       | RN    | M. Albert Schoof          |
| 5e    | M. Jocelyn Dessigny |       | RN    | Mme Martine Olivier       |

### XVIelégislature(2022-2024)
| Circ. | Député                | Parti | Parti | Suppléant                 |
| ----- | --------------------- | ----- | ----- | ------------------------- |
| 1re   | M. Nicolas Dragon     |       | RN    | Mme Sarah Flamant         |
| 2e    | M. Julien Dive        |       | LR    | Mme Marie-Laurence Maître |
| 3e    | M. Jean-Louis Bricout |       | DVG   | M. Johann Wéry            |
| 4e    | M. José Beaurain      |       | RN    | M. Florian Demarcq        |
| 5e    | M. Jocelyn Dessigny   |       | RN    | Mme Géraldine Gaillard    |

### XVelégislature(2017-2022)

Députés de l'Aisne de 2017 à 2022

| Circ. | Député                | Parti | Parti | Suppléant                 |
| ----- | --------------------- | ----- | ----- | ------------------------- |
| 1re   | Mme Aude Bono         |       | REM   | M. Éric Bochet            |
| 2e    | M. Julien Dive        |       | LR    | Mme Marie-Laurence Maître |
| 3e    | M. Jean-Louis Bricout |       | PS    | Mme Catherine Lagrange    |
| 4e    | M. Marc Delatte       |       | REM   | Mme Florence Guillemin    |
| 5e    | M. Jacques Krabal     |       | REM   | Mme Jeanne Doyez Roussel  |

### XIVelégislature(2012 - 2017)
| Circ. | Député                      | Parti | Parti        | Début        | Fin             | Suppléant                 |
| ----- | --------------------------- | ----- | ------------ | ------------ | --------------- | ------------------------- |
| 1re   | M. René Dosière             |       | DVG          | 20 juin 2012 | 20 juin 2017    | M. Jean-Michel Wattier    |
| 2e    | M. Xavier Bertrand*         |       | UMP puis LR  | 20 juin 2012 | 12 janvier 2016 | Mme Pascale Gruny         |
| 2e    | M. Julien Dive**            |       | LR           | 21 mars 2016 | 20 juin 2017    | Mme Marie-Laurence Maître |
| 3e    | M. Jean-Louis Bricout       |       | PS           | 20 juin 2012 | 20 juin 2017    | M. Thierry Thomas         |
| 4e    | Mme Marie-Françoise Bechtel |       | MRC puis RM  | 20 juin 2012 | 20 juin 2017    | M. Bernard Bronchain      |
| 5e    | M. Jacques Krabal           |       | PRG et Cap21 | 20 juin 2012 | 20 juin 2017    | M. Jean-Claude Pruski     |

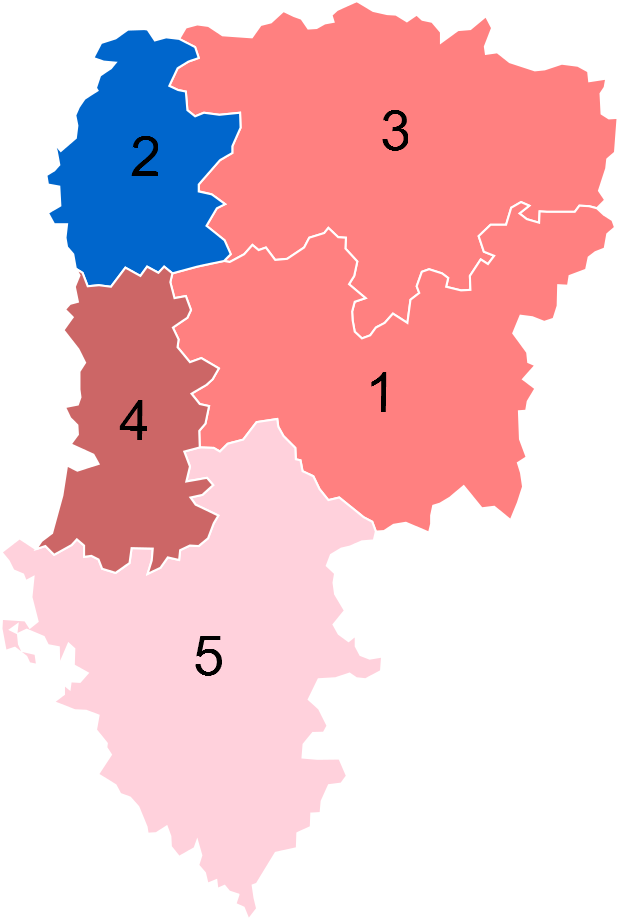
Députés de l'Aisne de 2012 à 2017

(*) 20 juin 2012 jusqu'au 12 janvier 2016 : démissionnaire à la suite de son élection à la présidence du conseil régional de Nord-Pas-de-Calais-Picardie. 

(**) Depuis le 20 mars 2016 : Élu à la suite de l'élection partielle tenue les 13 et 20 mars 2016.

### XIIIelégislature(2007 - 2012)
| Circ. | Député                   | Parti | Parti       | Début            | Fin              | Suppléant              |
| ----- | ------------------------ | ----- | ----------- | ---------------- | ---------------- | ---------------------- |
| 1re   | M. René Dosière          |       | DVG         | 20 juin 2007     | 19 juin 2012     | M. Jean-Michel Wattier |
| 2e    | M. Xavier Bertrand       |       | UMP         | 20 juin 2007     | 19 juillet 2007  | Mme Pascale Gruny      |
| 2e    | Mme Pascale Gruny*       |       | UMP         | 20 juillet 2007  | 14 février 2009  | Aucun                  |
| 2e    | M. Xavier Bertrand       |       | UMP         | 15 février 2009  | 14 décembre 2010 | Mme Pascale Gruny      |
| 2e    | Mme Pascale Gruny*       |       | UMP         | 15 décembre 2010 | 16 juin 2012     | Aucun                  |
| 2e    | M. Xavier Bertrand       |       | UMP         | 17 juin 2012     | 19 juin 2012     | Mme Pascale Gruny      |
| 3e    | M. Jean-Pierre Balligand |       | PS          | 20 juin 2007     | 19 juin 2012     | M. Michel Collet       |
| 4e    | M. Jacques Desallangre   |       | DVG puis PG | 20 juin 2007     | 19 juin 2012     | M. Serge Vallée        |
| 5e    | Mme Isabelle Vasseur     |       | UMP         | 20 juin 2007     | 19 juin 2012     | M. Fabrice Dufour      |

(*) 20 juillet 2007 jusqu'au 15 février 2009 et de nouveau entre le 14 novembre 2010 et le 16 juin 2012: Mandat en remplacement de M. Xavier Bertrand nommé au gouvernement.

### XIIelégislature(2002 - 2007)
| Circ. | Député                   | Parti | Parti | Début           | Fin             | Suppléant          |
| ----- | ------------------------ | ----- | ----- | --------------- | --------------- | ------------------ |
| 1re   | M. René Dosière          |       | PS    | 19 juin 2002    | 19 juin 2007    | M. Alain Reuter    |
| 2e    | M. Xavier Bertrand       |       | UMP   | 19 juin 2002    | 30 avril 2004   | Mme Pascale Gruny  |
| 2e    | Mme Pascale Gruny**      |       | UMP   | 1er mai 2004    | 19 juin 2007    | Aucun              |
| 3e    | M. Jean-Pierre Balligand |       | PS    | 19 juin 2002    | 19 juin 2007    | M. Daniel Cuvelier |
| 4e    | M. Jacques Desallangre   |       | DVG   | 19 juin 2002    | 19 juin 2007    | M. Serge Vallée    |
| 5e    | M. Renaud Dutreil        |       | UMP   | 19 juin 2002    | 18 juillet 2002 | M. Daniel Gard     |
| 5e    | M. Daniel Gard*          |       | UMP   | 19 juillet 2002 | 19 juin 2007    | Aucun              |

(*) 19 juillet 2002 : début du mandat en remplacement d'un député appelé au gouvernement, M. Renaud Dutreil.

(**) 1er mai 2004 : début du mandat en remplacement d'un député appelé au gouvernement, M. Xavier Bertrand.

### XIelégislature(1997 - 2002)
| Circ. | Député                   | Parti | Parti  | Début        | Fin          | Suppléant         |
| ----- | ------------------------ | ----- | ------ | ------------ | ------------ | ----------------- |
| 1re   | M. René Dosière          |       | PS     | 12 juin 1997 | 18 juin 2002 | M. Daniel Charles |
| 2e    | Mme Odette Grzegrzulka   |       | PS     | 12 juin 1997 | 18 juin 2002 | M. Roland Renard  |
| 3e    | M. Jean-Pierre Balligand |       | PS     | 12 juin 1997 | 18 juin 2002 | M. Michel Collet  |
| 4e    | M. Jacques Desallangre   |       | MDC    | 12 juin 1997 | 18 juin 2002 | M. Michel Debacq  |
| 5e    | M. Renaud Dutreil        |       | UDF-PR | 12 juin 1997 | 7 juin 2002  | M. Daniel Gard    |
| 5e    | M. Daniel Gard*          |       | RPR    | 8 juin 2002  | 18 juin 2002 | Aucun             |

(*) 8 juin 2002 : début du mandat en remplacement d'un député appelé au gouvernement, M. Renaud Dutreil.

### Xelégislature(1993-1997)
| Circ. | Député                    | Parti | Parti   | Début        | Fin           | Suppléant          |
| ----- | ------------------------- | ----- | ------- | ------------ | ------------- | ------------------ |
| 1re   | M. Jean-Claude Lamant     |       | RPR     | 2 avril 1993 | 21 avril 1997 | M. Charles Brazier |
| 2e    | M. Charles Baur           |       | UDF-PSD | 2 avril 1993 | 21 avril 1997 | M. Marcel Leclère  |
| 3e    | M. Jean-Pierre Balligand  |       | PS      | 2 avril 1993 | 21 avril 1997 | M. Daniel Cuvelier |
| 4e    | Mme Emmanuelle Bouquillon |       | UDF-PSD | 2 avril 1993 | 21 avril 1997 | M. Alain Albaric   |
| 5e    | M. André Rossi            |       | UDF-RAD | 2 avril 1993 | 22 août 1994  | M. Renaud Dutreil  |
| 5e    | M. Renaud Dutreil*        |       | UDF-PR  | 23 août 1994 | 21 avril 1997 | Aucun              |

(*) 23 août 1994 : Date de début du mandat en remplacement d'un député décédé, M. André Rossi.

### IXelégislature(1988-1993)
| Circ. | Député                   | Parti | Parti   | Début        | Fin          | Suppléant              |
| ----- | ------------------------ | ----- | ------- | ------------ | ------------ | ---------------------- |
| 1re   | M. René Dosière          |       | PS      | 23 juin 1988 | 2 avril 1993 | M. Gérard Dorel        |
| 2e    | M. Daniel Le Meur        |       | PCF     | 23 juin 1988 | 2 avril 1993 | M. Raymond Froment     |
| 3e    | M. Jean-Pierre Balligand |       | PS      | 23 juin 1988 | 2 avril 1993 | M. Daniel Cuvelier     |
| 4e    | M. Bernard Lefranc       |       | PS      | 23 juin 1988 | 2 avril 1993 | M. Jacques Desallangre |
| 5e    | M. André Rossi           |       | UDF-RAD | 23 juin 1988 | 2 avril 1993 | M. Raymond Lattaque    |

### VIIIelégislature(1986-1988)
| Député                   | Parti | Parti   | Début        | Fin         |
| ------------------------ | ----- | ------- | ------------ | ----------- |
| M. Jean-Pierre Balligand |       | PS      | 2 avril 1986 | 14 mai 1988 |
| M. Jean-Claude Lamant    |       | RPR     | 2 avril 1986 | 14 mai 1988 |
| M. Bernard Lefranc       |       | PS      | 2 avril 1986 | 14 mai 1988 |
| M. Daniel Le Meur        |       | PCF     | 2 avril 1986 | 14 mai 1988 |
| M. André Rossi           |       | UDF-RAD | 2 avril 1986 | 14 mai 1988 |

### VIIelégislature(1981-1986)
| Circ. | Député                   | Parti | Parti | Début          | Fin            | Suppléant            |
| ----- | ------------------------ | ----- | ----- | -------------- | -------------- | -------------------- |
| 1re   | M. Robert Aumont         |       | PS    | 2 juillet 1981 | 1er avril 1986 | Mme Pierrette Curtil |
| 2e    | M. Daniel Le Meur        |       | PCF   | 2 juillet 1981 | 1er avril 1986 | M. Yvan Rojo         |
| 3e    | M. Jean-Pierre Balligand |       | PS    | 2 juillet 1981 | 1er avril 1986 | M. Lucien Manesse    |
| 4e    | M. Roland Renard         |       | PCF   | 2 juillet 1981 | 1er avril 1986 | M. Édouard Kroczek   |
| 5e    | M. Bernard Lefranc       |       | PS    | 2 juillet 1981 | 1er avril 1986 | M. Georges Bouaziz   |

### VIelégislature(1978-1981)
| Circ. | Député             | Parti | Parti   | Début        | Fin         | Suppléant                |
| ----- | ------------------ | ----- | ------- | ------------ | ----------- | ------------------------ |
| 1re   | M. Robert Aumont   |       | PS      | 3 avril 1978 | 22 mai 1981 | M. Jean Verrièle         |
| 2e    | M. Daniel Le Meur  |       | PCF     | 3 avril 1978 | 22 mai 1981 | M. Yvan Rojo             |
| 3e    | M. Maurice Brugnon |       | PS      | 3 avril 1978 | 22 mai 1981 | M. Jean-Pierre Balligand |
| 4e    | M. Roland Renard   |       | PCF     | 3 avril 1978 | 22 mai 1981 | M. Édouard Kroczek       |
| 5e    | M. André Rossi     |       | UDF-RAD | 3 avril 1978 | 22 mai 1981 | Mme Aliette Crépin       |

### Velégislature(1973-1978)
| Circ. | Député              | Parti | Parti | Début        | Fin          | Suppléant          |
| ----- | ------------------- | ----- | ----- | ------------ | ------------ | ------------------ |
| 1re   | M. Robert Aumont    |       | PS    | 2 avril 1973 | 2 avril 1978 | M. Jean Verrièle   |
| 2e    | M. Daniel Le Meur   |       | PCF   | 2 avril 1973 | 2 avril 1978 | M. André Vatin     |
| 3e    | M. Maurice Brugnon  |       | PS    | 2 avril 1973 | 2 avril 1978 | M. Jacques Lemaire |
| 4e    | M. Roland Renard    |       | PCF   | 2 avril 1973 | 2 avril 1978 | M. Paul Hauriez    |
| 5e    | M. André Rossi      |       | CR    | 2 avril 1973 | 28 juin 1974 | Mme Aliette Crépin |
| 5e    | Mme Aliette Crépin* |       | CR    | 29 juin 1974 | 2 avril 1978 | Aucun              |

(*) 29 juin 1974 : Date de début du mandat en remplacement d'un député appelé au gouvernement, M. André Rossi.

### IVelégislature(1968-1973)
| Circ. | Député               | Parti | Parti | Début           | Fin            | Suppléant            |
| ----- | -------------------- | ----- | ----- | --------------- | -------------- | -------------------- |
| 1re   | M. Guy Sabatier      |       | UDR   | 11 juillet 1968 | 1er avril 1973 | M. Léopold Déprez    |
| 2e    | M. Edmond Bricout    |       | UDR   | 11 juillet 1968 | 1er avril 1973 | M. Louis Cardot      |
| 3e    | M. Maurice Brugnon   |       | PS    | 11 juillet 1968 | 1er avril 1973 | M. Jacques Lemaire   |
| 4e    | M. Albert Catalifaud |       | UDR   | 11 juillet 1968 | 1er avril 1973 | M. Michel Deruy      |
| 5e    | M. André Rossi       |       | CR    | 11 juillet 1968 | 1er avril 1973 | M. François Duchatel |

### IIIelégislature(1967-1968)
| Circ. | Député               | Parti | Parti     | Début        | Fin         | Suppléant             | Autres mandats                               |
| ----- | -------------------- | ----- | --------- | ------------ | ----------- | --------------------- | -------------------------------------------- |
| 1re   | M. Guy Sabatier      |       | UDR       | 3 avril 1967 | 30 mai 1968 | M. Charles Leriche    | Maire de Laon                                |
| 2e    | M. Edmond Bricout    |       | UDR       | 3 avril 1967 | 30 mai 1968 | M. Jacques Braconnier | Conseiller général, maire de Gouy            |
| 3e    | M. Maurice Brugnon   |       | FGDS-SFIO | 3 avril 1967 | 30 mai 1968 | M. Jacques Lemaire    | Conseiller général, maire de Saint-Michel    |
| 4e    | M. Albert Catalifaud |       | UDR       | 3 avril 1967 | 30 mai 1968 | M. François Le Blanc  | Maire de La Fère                             |
| 5e    | M. André Rossi       |       | CR        | 3 avril 1967 | 30 mai 1968 | M. Jean Guerland      | Conseiller général, maire de Chézy-sur-Marne |

### IIelégislature(1962-1967)
| Circ. | Député               | Parti | Parti | Début           | Fin          | Suppléant             |
| ----- | -------------------- | ----- | ----- | --------------- | ------------ | --------------------- |
| 1re   | M. Guy Sabatier      |       | UNR   | 6 décembre 1962 | 2 avril 1967 | M. Jacques Listre     |
| 2e    | M. Edmond Bricout    |       | UNR   | 6 décembre 1962 | 2 avril 1967 | M. Jacques Braconnier |
| 3e    | M. Jean Risbourg     |       | UNR   | 6 décembre 1962 | 2 avril 1967 | M. Roger Duton        |
| 4e    | M. Albert Catalifaud |       | UNR   | 6 décembre 1962 | 2 avril 1967 | M. Paul Bernadet      |
| 5e    | M. André Rossi       |       | CR    | 6 décembre 1962 | 2 avril 1967 | M. Jacques Pelletier  |

### Irelégislature(1958-1962)
| Circ. | Député               | Parti | Parti | Début           | Fin            | Suppléant             |
| ----- | -------------------- | ----- | ----- | --------------- | -------------- | --------------------- |
| 1re   | M. Gilbert Devèze    |       | CNIP  | 9 décembre 1958 | 9 octobre 1962 | M. Pierre Gourmain    |
| 2e    | M. Edmond Bricout    |       | UNR   | 9 décembre 1958 | 9 octobre 1962 | M. Jacques Braconnier |
| 3e    | M. Édouard Alliot    |       | CNIP  | 9 décembre 1958 | 9 octobre 1962 | M. Julien Mahoudeaux  |
| 4e    | M. Albert Catalifaud |       | UNR   | 9 décembre 1958 | 9 octobre 1962 | M. Lucien Trannoy     |
| 5e    | M. André Rossi       |       | CR    | 9 décembre 1958 | 9 octobre 1962 | M. Jacques Pelletier  |

## IVeRépublique

### Irelégislature (1946 - 1951)
| Député                         | Parti | Parti | Début            | Fin            |
| ------------------------------ | ----- | ----- | ---------------- | -------------- |
| M. Adrien Renard               |       | PCF   | 28 novembre 1946 | 4 juillet 1951 |
| M. René Thuillier              |       | PCF   | 28 novembre 1946 | 4 juillet 1951 |
| Mme Paulette Charbonnel-Duteil |       | PCF   | 28 novembre 1946 | 4 juillet 1951 |
| M. Henri Hulin                 |       | MRP   | 28 novembre 1946 | 4 juillet 1951 |
| M. Marcel Levindrey            |       | SFIO  | 28 novembre 1946 | 4 juillet 1951 |
| M. Charles Desjardins*         |       | PRL   | 28 novembre 1946 | 5 février 1951 |
| M. Jean Milcent                |       | PRL   | 23 février 1951  | 4 juillet 1951 |

* Décédé et remplacé par Jean Milcent en février 1951.

### IIelégislature (1951 - 1956)
| Député              | Parti | Parti | Début          | Fin               |
| ------------------- | ----- | ----- | -------------- | ----------------- |
| M. Adrien Renard    |       | PCF   | 5 juillet 1951 | 1er décembre 1955 |
| M. Raoul Sauer      |       | PCF   | 5 juillet 1951 | 1er décembre 1955 |
| M. Edmond Bricout   |       | RPF   | 5 juillet 1951 | 1er décembre 1955 |
| M. Marcel Levindrey |       | SFIO  | 5 juillet 1951 | 1er décembre 1955 |
| M. Yves Colin       |       | CNIP  | 5 juillet 1951 | 1er décembre 1955 |
| M. Henri Hulin      |       | MRP   | 5 juillet 1951 | 1er décembre 1955 |

### IIIelégislature (1956 - 1958)
| Député              | Parti | Parti | Début           | Fin             |
| ------------------- | ----- | ----- | --------------- | --------------- |
| M. Adrien Renard    |       | PCF   | 19 janvier 1956 | 8 décembre 1958 |
| M. Raoul Sauer      |       | PCF   | 19 janvier 1956 | 8 décembre 1958 |
| M. Raymond Lefranc  |       | PCF   | 19 janvier 1956 | 8 décembre 1958 |
| M. Marcel Levindrey |       | SFIO  | 19 janvier 1956 | 8 décembre 1958 |
| M. Edmond Bricout   |       | RS    | 19 janvier 1956 | 8 décembre 1958 |
| M. Édouard Alliot   |       | CNIP  | 19 janvier 1956 | 8 décembre 1958 |

## Gouvernement provisoire de la République française(1944-1946)

### Première Assemblée nationale constituante (1945-1946)
| Député                      | Parti | Parti | Début           | Fin          |
| --------------------------- | ----- | ----- | --------------- | ------------ |
| M. Adrien Renard            |       | PCF   | 6 novembre 1945 | 10 juin 1946 |
| M. René Thuillier           |       | PCF   | 6 novembre 1945 | 10 juin 1946 |
| M. Jean Pierre-Bloch        |       | SFIO  | 6 novembre 1945 | 10 juin 1946 |
| M. Élie Bloncourt           |       | SFIO  | 6 novembre 1945 | 10 juin 1946 |
| M. Charles Desjardins       |       | PRL   | 6 novembre 1945 | 10 juin 1946 |
| Mme Marie-Hélène Lefaucheux |       | MRP   | 6 novembre 1945 | 10 juin 1946 |

### Seconde Assemblée nationale constituante (1946)
| Député                         | Parti | Parti | Début        | Fin              |
| ------------------------------ | ----- | ----- | ------------ | ---------------- |
| M. Adrien Renard               |       | PCF   | 11 juin 1946 | 27 novembre 1946 |
| M. René Thuillier              |       | PCF   | 11 juin 1946 | 27 novembre 1946 |
| Mme Paulette Charbonnel-Duteil |       | PCF   | 11 juin 1946 | 27 novembre 1946 |
| M. Henri Hulin                 |       | MRP   | 11 juin 1946 | 27 novembre 1946 |
| M. Marcel Levindrey            |       | SFIO  | 11 juin 1946 | 27 novembre 1946 |
| M. Charles Desjardins          |       | PRL   | 11 juin 1946 | 27 novembre 1946 |

## IIIeRépublique

### Assemblée nationale (1871 - 1876)
| Député                      | Parti / Idéologie | Parti / Idéologie   | Début           | Fin         |
| --------------------------- | ----------------- | ------------------- | --------------- | ----------- |
| M. Charles Fouquet          |                   | Centre gauche       | 12 février 1871 | 7 mars 1876 |
| M. Gaston Ganault           |                   | Gauche modérée      | 12 février 1871 | 7 mars 1876 |
| M. Jean-Baptiste Godin      |                   | Gauche républicaine | 12 février 1871 | 7 mars 1876 |
| M. Aimé Leroux              |                   | Centre gauche       | 12 février 1871 | 7 mars 1876 |
| M. François Malézieux       |                   | Gauche Républicaine | 12 février 1871 | 7 mars 1876 |
| M. Henri Martin             |                   | Gauche Républicaine | 12 février 1871 | 7 mars 1876 |
| M. Joseph Soye              |                   | Centre gauche       | 12 février 1871 | 7 mars 1876 |
| M. Edmond de Tillancourt    |                   | Centre gauche       | 12 février 1871 | 7 mars 1876 |
| M. Edmond Turquet           |                   | Gauche républicaine | 12 février 1871 | 7 mars 1876 |
| M. Henri Villain            |                   | Gauche républicaine | 12 février 1871 | 7 mars 1876 |
| M. William Henry Waddington |                   | Centre gauche       | 12 février 1871 | 7 mars 1876 |

### Irelégislature (1876 - 1877)
| Arr.            | Circ.  | Député                   | Parti / Idéologie | Parti / Idéologie   | Début       | Fin          |
| --------------- | ------ | ------------------------ | ----------------- | ------------------- | ----------- | ------------ |
| Château-Thierry | Unique | M. Edmond de Tillancourt |                   | Centre gauche       | 8 mars 1876 | 25 juin 1877 |
| Laon            | 1re    | M. Aimé Leroux           |                   | Centre gauche       | 8 mars 1876 | 25 juin 1877 |
| Laon            | 2e     | M. Charles Fouquet       |                   | Centre gauche       | 8 mars 1876 | 25 juin 1877 |
| Saint-Quentin   | 1re    | M. Henri Villain         |                   | Gauche républicaine | 8 mars 1876 | 25 juin 1877 |
| Saint-Quentin   | 2e     | M. François Malézieux    |                   | Gauche Républicaine | 8 mars 1876 | 25 juin 1877 |
| Soissons        | Unique | M. Victor Deviolaine     |                   | Constitutionnels    | 8 mars 1876 | 25 juin 1877 |
| Vervins         | 1re    | M. Joseph Soye           |                   | Gauche républicaine | 8 mars 1876 | 25 juin 1877 |
| Vervins         | 2e     | M. Edmond Turquet        |                   | Gauche républicaine | 8 mars 1876 | 25 juin 1877 |

### IIelégislature (1877 - 1881)
| Arr.            | Circ.  | Député                      | Parti / Idéologie | Parti / Idéologie   | Début           | Fin              |
| --------------- | ------ | --------------------------- | ----------------- | ------------------- | --------------- | ---------------- |
| Château-Thierry | Unique | M. Edmond de Tillancourt*   |                   | Centre gauche       | 8 mars 1876     | 25 décembre 1880 |
| Château-Thierry | Unique | M. Désiré-Jules Lesguillier |                   | Union républicaine  | 6 février 1881  | 27 octobre 1881  |
| Laon            | 1re    | M. Aimé Leroux              |                   | Centre gauche       | 7 novembre 1877 | 27 octobre 1881  |
| Laon            | 2e     | M. Charles Fouquet          |                   | Centre gauche       | 7 novembre 1877 | 27 octobre 1881  |
| Saint-Quentin   | 1re    | M. Henri Villain            |                   | Union républicaine  | 7 novembre 1877 | 27 octobre 1881  |
| Saint-Quentin   | 2e     | M. François Malézieux       |                   | Gauche Républicaine | 7 novembre 1877 | 27 octobre 1881  |
| Soissons        | Unique | M. Étienne Choron           |                   | Constitutionnels    | 7 novembre 1877 | 27 octobre 1881  |
| Vervins         | 1re    | M. Camille Godelle**        |                   | Bonapartiste        | 7 novembre 1877 | 8 février 1878   |
| Vervins         | 1re    | M. Joseph Soye              |                   | Union républicaine  | 7 avril 1878    | 27 octobre 1881  |
| Vervins         | 2e     | M. Edmond Turquet           |                   | Républicain         | 7 novembre 1877 | 27 octobre 1881  |

- * : Décédé en cours de mandat
- ** : Élection invalidée

### IIIelégislature (1881 - 1885)
| Arr.            | Circ.  | Député                      | Parti / Idéologie | Parti / Idéologie   | Début            | Fin             |
| --------------- | ------ | --------------------------- | ----------------- | ------------------- | ---------------- | --------------- |
| Château-Thierry | Unique | M. Désiré-Jules Lesguillier |                   | Union républicaine  | 28 octobre 1881  | 9 novembre 1885 |
| Laon            | 1re    | M. Gaston Ganault           |                   | Union républicaine  | 28 octobre 1881  | 9 novembre 1885 |
| Laon            | 2e     | M. Charles Fouquet          |                   | Gauche républicaine | 28 octobre 1881  | 9 novembre 1885 |
| Saint-Quentin   | 1re    | M. Henri Villain            |                   | Union républicaine  | 28 octobre 1881  | 9 novembre 1885 |
| Saint-Quentin   | 2e     | M. François Malézieux       |                   | Gauche Républicaine | 28 octobre 1881  | 25 janvier 1885 |
| Saint-Quentin   | 2e     | Vacant                      | Vacant            | Vacant              | 25 janvier 1885  | 9 novembre 1885 |
| Soissons        | Unique | M. Antoine Ringuier         |                   | Gauche républicaine | 28 octobre 1881  | 9 novembre 1885 |
| Vervins         | 1re    | M. Joseph Soye*             |                   | Gauche républicaine | 28 octobre 1881  | 4 octobre 1882  |
| Vervins         | 1re    | M. Paul Sandrique           |                   | Union républicaine  | 27 novembre 1882 | 9 novembre 1885 |
| Vervins         | 2e     | M. Edmond Turquet           |                   | Républicain         | 28 octobre 1881  | 9 novembre 1885 |

- * : Décédé en cours de mandat

### IVelégislature (1885 - 1889)
| Député                      | Parti / Idéologie | Parti / Idéologie  | Début            | Fin              |
| --------------------------- | ----------------- | ------------------ | ---------------- | ---------------- |
| M. Paul Béranger*           |                   | Républicain        | 10 novembre 1885 | 7 août 1886      |
| M. Paul Doumer              |                   | Radical            | 9 avril 1888     | 11 novembre 1889 |
| M. Destin Dupuy             |                   | Radical            | 10 novembre 1885 | 11 novembre 1889 |
| M. Gaston Ganault           |                   | Union des gauches  | 10 novembre 1885 | 11 novembre 1889 |
| M. Gabriel Hanotaux         |                   | Républicain        | 18 avril 1886    | 11 novembre 1889 |
| M. Désiré-Jules Lesguillier |                   | Radical            | 10 novembre 1885 | 11 novembre 1889 |
| M. Eugène Rigaut            |                   | Républicain        | 22 novembre 1886 | 11 novembre 1889 |
| M. Antoine Ringuier**       |                   | Union républicaine | 10 novembre 1885 | 13 février 1888  |
| M. Paul Sandrique           |                   | Union républicaine | 10 novembre 1885 | 11 novembre 1889 |
| M. Edmond Turquet           |                   | Union républicaine | 10 novembre 1885 | 11 novembre 1889 |
| M. Henri Villain***         |                   | Union républicaine | 10 novembre 1885 | 19 janvier 1886  |

- * : Décédé en cours de mandat et remplacé par Eugène Rigaut, après une élection partielle.
- ** : Décédé en cours de mandat et remplacé par Paul Doumer, après une élection partielle.
- *** : Décédé en cours de mandat et remplacé par Gabriel Hanotaux, après une élection partielle.

### Velégislature (1889 - 1893)
| Arr.            | Circ.  | Député                    | Parti / Idéologie | Parti / Idéologie          | Début            | Fin             |
| --------------- | ------ | ------------------------- | ----------------- | -------------------------- | ---------------- | --------------- |
| Château-Thierry | Unique | M. Félix-François Deville |                   | Républicain                | 12 novembre 1889 | 14 octobre 1893 |
| Laon            | 1re    | M. Jules Pasquier         |                   | Orléaniste                 | 12 novembre 1889 | 14 octobre 1893 |
| Laon            | 2e     | M. André Castelin         |                   | Boulangiste                | 12 novembre 1889 | 14 octobre 1893 |
| Saint-Quentin   | 1re    | M. Léon Dumonteil         |                   | Boulangiste                | 12 novembre 1889 | 14 octobre 1893 |
| Saint-Quentin   | 2e     | M. Ernest Desjardins*     |                   | Conservateur révisionniste | 12 novembre 1889 | 24 mars 1893    |
| Saint-Quentin   | 2e     | M. Jules Desjardins       |                   | Action libérale            | 18 juin 1893     | 14 octobre 1893 |
| Soissons        | Unique | M. Alfred Macherez        |                   | Gauche républicaine        | 12 novembre 1889 | 14 octobre 1893 |
| Vervins         | 1re    | M. Camille Godelle**      |                   | Conservateur               | 12 novembre 1889 | 15 février 1893 |
| Vervins         | 1re    | M. Maurice Denécheau      |                   | Radical                    | 28 mai 1893      | 14 octobre 1893 |
| Vervins         | 2e     | M. Jean Caffarelli        |                   | Boulangiste                | 12 novembre 1889 | 14 octobre 1893 |

- * : Décédé en cours de mandat
- ** : Démissionnaire

Source : journal Le Temps du 24 septembre et du 8 octobre 1889 sur Gallica,.

### VIelégislature (1893 - 1898)
| Arr.            | Circ.  | Député                     | Parti / Idéologie | Parti / Idéologie          | Début           | Fin              |
| --------------- | ------ | -------------------------- | ----------------- | -------------------------- | --------------- | ---------------- |
| Château-Thierry | Unique | M. Félix-François Deville* |                   | Républicain                | 15 octobre 1893 | 7 janvier 1896   |
| Château-Thierry | Unique | M. Louis-Émile Morlot      |                   | Parti radical              | 23 février 1896 | 31 mai 1898      |
| Laon            | 1re    | M. Philippe Cuissart*      |                   | Républicain                | 15 octobre 1893 | 14 décembre 1896 |
| Laon            | 1re    | M. Georges Ermant          |                   | Républicain de gauche      | 21 février 1897 | 31 mai 1898      |
| Laon            | 2e     | M. André Castelin          |                   | Nationaliste               | 15 octobre 1893 | 31 mai 1898      |
| Saint-Quentin   | 1re    | M. François Hugues         |                   | Républicains progressistes | 15 octobre 1893 | 31 mai 1898      |
| Saint-Quentin   | 2e     | M. Jules Desjardins        |                   | Action libérale            | 15 octobre 1893 | 31 mai 1898      |
| Soissons        | Unique | M. Roger Firino            |                   | Républicains libéraux      | 15 octobre 1893 | 31 mai 1898      |
| Vervins         | 1re    | M. Maurice Denécheau       |                   | Parti radical              | 15 octobre 1893 | 31 mai 1898      |
| Vervins         | 2e     | M. Arthur Moret            |                   | Républicain                | 15 octobre 1893 | 31 mai 1898      |

- * : Décédé en cours de mandat.

Source : journal Le Temps du 22 août et du 5 septembre 1893 sur Gallica,.

### VIIelégislature (1898 - 1902)
| Arr.            | Circ.  | Député                | Parti / Idéologie | Parti / Idéologie          | Début         | Fin         |
| --------------- | ------ | --------------------- | ----------------- | -------------------------- | ------------- | ----------- |
| Château-Thierry | Unique | M. Louis-Émile Morlot |                   | Parti radical              | 1er juin 1898 | 31 mai 1902 |
| Laon            | 1re    | M. Georges Ermant     |                   | Républicain de gauche      | 1er juin 1898 | 31 mai 1902 |
| Laon            | 2e     | M. André Castelin     |                   | Nationaliste               | 1er juin 1898 | 31 mai 1902 |
| Saint-Quentin   | 1re    | M. François Hugues    |                   | Républicains progressistes | 1er juin 1898 | 31 mai 1902 |
| Saint-Quentin   | 2e     | M. Jules Desjardins   |                   | Action libérale            | 1er juin 1898 | 31 mai 1902 |
| Soissons        | Unique | M. Émile Magniaudé    |                   | Parti radical              | 1er juin 1898 | 31 mai 1902 |
| Vervins         | 1re    | M. Maurice Denécheau  |                   | Parti radical              | 1er juin 1898 | 31 mai 1902 |
| Vervins         | 2e     | M. Eugène Fournière   |                   | Socialiste                 | 1er juin 1898 | 31 mai 1902 |

Source : journal Le Temps du 10 mai et du 24 mai 1898 sur Gallica,.

### VIIIelégislature (1902 - 1906)
| Arr.            | Circ.  | Député                | Parti | Parti                      | Début         | Fin              |
| --------------- | ------ | --------------------- | ----- | -------------------------- | ------------- | ---------------- |
| Château-Thierry | Unique | M. Louis-Émile Morlot |       | Parti radical              | 1er juin 1902 | 31 mai 1906      |
| Laon            | 1re    | M. Georges Ermant*    |       | Républicain de gauche      | 1er juin 1902 | 22 novembre 1904 |
| Laon            | 1re    | M. Jules Pasquier     |       | Action libérale            | 5 mars 1905   | 31 mai 1906      |
| Laon            | 2e     | M. Paul Doumer        |       | Parti radical              | 1er juin 1902 | 31 mai 1906      |
| Saint-Quentin   | 1re    | M. François Hugues    |       | Républicains progressistes | 1er juin 1902 | 31 mai 1906      |
| Saint-Quentin   | 2e     | M. Jules Desjardins   |       | Action libérale            | 1er juin 1902 | 31 mai 1906      |
| Soissons        | Unique | M. Émile Magniaudé    |       | Parti radical              | 1er juin 1902 | 31 mai 1906      |
| Vervins         | 1re    | M. Maurice Denécheau  |       | Parti radical              | 1er juin 1902 | 31 mai 1906      |
| Vervins         | 2e     | M. Jean Caffarelli    |       | Nationaliste               | 1er juin 1902 | 31 mai 1906      |

- * : Démission à la suite de son élection au Sénat

Source : journal Le Temps du 29 avril et du 13 mai 1902 sur Gallica,.

### IXelégislature (1906 - 1910)
| Arr.            | Circ.  | Député                 | Parti | Parti                      | Début          | Fin             |
| --------------- | ------ | ---------------------- | ----- | -------------------------- | -------------- | --------------- |
| Château-Thierry | Unique | M. Louis-Émile Morlot* |       | Parti radical              | 1er juin 1906  | 21 janvier 1907 |
| Château-Thierry | Unique | M. Amédée Couesnon     |       | Parti radical              | 24 mars 1907   | 31 mai 1910     |
| Laon            | 1re    | M. Jules Pasquier      |       | Action libérale            | 1er juin 1906  | 31 mai 1910     |
| Laon            | 2e     | M. Paul Doumer         |       | Parti radical              | 1er juin 1906  | 31 mai 1910     |
| Saint-Quentin   | 1re    | M. François Hugues*    |       | Républicains progressistes | 1er juin 1906  | 7 mai 1907      |
| Saint-Quentin   | 1re    | M. Frédéric Hugues     |       | AD                         | 7 juillet 1907 | 31 mai 1910     |
| Saint-Quentin   | 2e     | M. Jules Desjardins    |       | Action libérale            | 1er juin 1906  | 31 mai 1910     |
| Soissons        | Unique | M. Émile Magniaudé     |       | Parti radical              | 1er juin 1906  | 31 mai 1910     |
| Vervins         | 1re    | M. Pascal Ceccaldi     |       | Parti radical              | 1er juin 1906  | 31 mai 1910     |
| Vervins         | 2e     | M. Albert Hauet        |       | Parti radical              | 1er juin 1906  | 31 mai 1910     |

- * : Décédé en cours de mandat.

Sources : Journal Le Temps du 6 et du 22 mai 1906 sur Gallica - ,.

### Xelégislature (1910 - 1914)
| Arr.            | Circ.  | Député              | Parti | Parti                     | Début           | Fin             |
| --------------- | ------ | ------------------- | ----- | ------------------------- | --------------- | --------------- |
| Château-Thierry | Unique | M. Amédée Couesnon  |       | Parti radical             | 1er juin 1910   | 31 mai 1914     |
| Laon            | 1re    | M. Ernest Ganault   |       | Parti radical             | 1er juin 1910   | 31 mai 1914     |
| Laon            | 2e     | M. André Castelin*  |       | Républicains indépendants | 1er juin 1910   | 24 juillet 1912 |
| Laon            | 2e     | M. Albert Forzy     |       | FR                        | 13 octobre 1912 | 31 mai 1914     |
| Saint-Quentin   | 1re    | M. Louis Ringuier   |       | SFIO                      | 1er juin 1910   | 31 mai 1914     |
| Saint-Quentin   | 2e     | M. Jules Desjardins |       | Action libérale           | 1er juin 1910   | 31 mai 1914     |
| Soissons        | Unique | M. Émile Magniaudé  |       | Parti radical             | 1er juin 1910   | 31 mai 1914     |
| Vervins         | 1re    | M. Pascal Ceccaldi  |       | Parti radical             | 1er juin 1910   | 31 mai 1914     |
| Vervins         | 2e     | M. Albert Hauet     |       | Parti radical             | 1er juin 1910   | 31 mai 1914     |

- * : Décédé en cours de mandat

Sources : Journal Le Temps du 24 avril et du 8 mai 1910 sur Gallica - ,.

### XIelégislature (1914 - 1919)
| Arr.            | Circ.  | Député              | Parti   | Parti         | Début           | Fin             |
| --------------- | ------ | ------------------- | ------- | ------------- | --------------- | --------------- |
| Château-Thierry | Unique | M. Amédée Couesnon  |         | Parti radical | 1er juin 1914   | 7 décembre 1919 |
| Laon            | 1re    | M. Ernest Ganault   |         | Parti radical | 1er juin 1914   | 7 décembre 1919 |
| Laon            | 2e     | M. Léon Accambray   |         | Parti radical | 1er juin 1914   | 7 décembre 1919 |
| Saint-Quentin   | 1re    | M. Louis Ringuier   |         | SFIO          | 1er juin 1914   | 7 décembre 1919 |
| Saint-Quentin   | 2e     | M. Olivier Deguise  |         | SFIO          | 1er juin 1914   | 7 décembre 1919 |
| Soissons        | Unique | M. Émile Magniaudé  |         | Parti radical | 1er juin 1914   | 7 décembre 1919 |
| Vervins         | 1re    | M. Pascal Ceccaldi* |         | Parti radical | 1er juin 1914   | 6 novembre 1918 |
| Vervins         | 1re    | Vacant*             | Vacant* | Vacant*       | 6 novembre 1918 | 7 décembre 1919 |
| Vervins         | 2e     | M. Albert Hauet     |         | Parti radical | 1er juin 1914   | 7 décembre 1919 |

- * Décédé en cours de mandat et non remplacé jusqu'à la fin de la législature.

Sources : Journal Le Temps du 28 avril et du 12 mai 1914 sur Gallica - ,.

### XIIelégislature (1919 - 1924)
Les élections législatives de 1919 furent organisées au scrutin proportionnel de liste. Elles marquèrent au niveau national la victoire du "Bloc national" de centre-droit.
Liste d'union nationale républicaine et de restauration des régions dévastées : MM. Albert Forzy, Henri Rillart de Verneuil, Albert Hauet, Léon Accambray, Charles Desjardins et Frédéric Hugues.
Liste républicaine socialiste : MM. Louis Ringuier et Olivier Deguise.
| Député                       | Parti | Parti         | Début           | Fin             |
| ---------------------------- | ----- | ------------- | --------------- | --------------- |
| M. Léon Accambray            |       | Parti radical | 8 décembre 1919 | 31 mai 1924     |
| M. Olivier Deguise*          |       | SFIO          | 8 décembre 1919 | 5 novembre 1922 |
| M. Charles Desjardins        |       | FR            | 8 décembre 1919 | 31 mai 1924     |
| M. Albert Forzy              |       | FR            | 8 décembre 1919 | 31 mai 1924     |
| M. Albert Hauet              |       | Parti radical | 8 décembre 1919 | 31 mai 1924     |
| M. Frédéric Hugues           |       | AD            | 8 décembre 1919 | 31 mai 1924     |
| M. Louis Ringuier            |       | SFIO          | 8 décembre 1919 | 31 mai 1924     |
| M. Henri Rillart de Verneuil |       | FR            | 8 décembre 1919 | 31 mai 1924     |

- * : Décédé en cours de mandat et non remplacé.

Source : Barodet, sur le site de l'Assemblée Nationale - https://bibnum.sciencespo.fr/s/catalogue/ark:/46513/sc16m2kz#?c=&m=&s=&cv=.

### XIIIelégislature (1924 - 1928)
Les élections législatives de 1924 furent organisées au scrutin proportionnel de liste. Elles marquèrent au niveau national national la victoire du "Cartel des gauches".
| Député                       | Parti | Parti         | Début         | Fin         |
| ---------------------------- | ----- | ------------- | ------------- | ----------- |
| M. Léon Accambray            |       | Parti radical | 1er juin 1924 | 31 mai 1928 |
| M. Charles Desjardins        |       | FR-URD        | 1er juin 1924 | 31 mai 1928 |
| M. Henri Ferté               |       | FR-URD        | 1er juin 1924 | 31 mai 1928 |
| M. Albert Forzy              |       | FR-URD        | 1er juin 1924 | 31 mai 1928 |
| M. Albert Hauet              |       | Parti radical | 1er juin 1924 | 31 mai 1928 |
| M. Fernand Marquigny         |       | Parti radical | 1er juin 1924 | 31 mai 1928 |
| M. Henri Rillart de Verneuil |       | FR-URD        | 1er juin 1924 | 31 mai 1928 |
| M. Émile Villemant           |       | FR-URD        | 1er juin 1924 | 31 mai 1928 |

Source : Barodet sur le site de l'Assemblée Nationale - https://bibnum.sciencespo.fr/s/catalogue/ark:/46513/sc16m1m0#?c=&m=&s=&cv=

### XIVelégislature (1928 - 1932)
Les élections législatives furent au scrutin d'arrondissement majoritaire à deux tours de 1928 à 1936.
| Arr.             | Circ.  | Député                       | Parti | Parti         | Début         | Fin         |
| ---------------- | ------ | ---------------------------- | ----- | ------------- | ------------- | ----------- |
| Château-Thierry1 | Unique | M. Henri Guernut             |       | Parti radical | 1er juin 1928 | 31 mai 1932 |
| Laon             | 1re    | M. Henri Rillart de Verneuil |       | RS            | 1er juin 1928 | 31 mai 1932 |
| Laon             | 2e     | M. Léon Accambray            |       | Parti radical | 1er juin 1928 | 31 mai 1932 |
| Saint-Quentin    | 1re    | M. Eugène Tricoteaux         |       | SFIO          | 1er juin 1928 | 31 mai 1932 |
| Saint-Quentin    | 2e     | M. Jean-Charles Deguise      |       | SFIO          | 1er juin 1928 | 31 mai 1932 |
| Soissons         | Unique | M. Georges Monnet            |       | SFIO          | 1er juin 1928 | 31 mai 1932 |
| Vervins          | Unique | M. Albert Hauet              |       | Parti radical | 1er juin 1928 | 31 mai 1932 |

- 1 : Basé sur le scrutin uninominal majoritaire à deux tours par arrondissement, l'arrondissement de Château-Thierry a été supprimé par le décret-loi du 10 septembre 1926 puis rétabli par décret du 1er juin 1942.

Source : Élections législatives 22-29 avril 1928 de Georges Lachapelle - https://gallica.bnf.fr/ark:/12148/bpt6k320439r.texteImage#

### XVelégislature (1932 - 1936)
| Arr.             | Circ.  | Député                        | Parti | Parti         | Début             | Fin          |
| ---------------- | ------ | ----------------------------- | ----- | ------------- | ----------------- | ------------ |
| Château-Thierry1 | Unique | M. Henri Guernut              |       | Parti radical | 1er juin 1932     | 31 mai 1936  |
| Laon             | 1re    | M. Henri Rillart de Verneuil* |       | RS            | 1er juin 1932     | 6 mai 1934   |
| Laon             | 1re    | M. Henry Lenain               |       | FR            | 30 septembre 1934 | 31 mai 1936  |
| Laon             | 2e     | M. Marc Lengrand              |       | SFIO          | 1er juin 1932     | 31 mai 1936  |
| Saint-Quentin    | 1re    | M. Eugène Tricoteaux**        |       | SFIO          | 1er juin 1932     | 31 août 1933 |
| Saint-Quentin    | 1re    | M. Charles Feuillette         |       | PRS           | 26 novembre 1933  | 31 mai 1936  |
| Saint-Quentin    | 2e     | M. Éloi Blériot               |       | RDG           | 1er juin 1932     | 31 mai 1936  |
| Soissons         | Unique | M. Georges Monnet             |       | SFIO          | 1er juin 1932     | 31 mai 1936  |
| Vervins          | Unique | M. Albert Hauet               |       | Parti radical | 1er juin 1932     | 31 mai 1936  |

- 1 : Basé sur le scrutin uninominal majoritaire à deux tours par arrondissement, l'arrondissement de Château-Thierry a été supprimé par le décret-loi du 10 septembre 1926 puis rétabli par décret du 1er juin 1942.
- * : élu sénateur et remplacé par Henry Lenain le 30 septembre 1934
- ** : décédé et remplacé par Charles Feuillette, Républicain socialiste, élu le 26 novembre 1933

### XVIelégislature (1936 - 1940)
| Arr.             | Circ.  | Député               | Parti | Parti         | Début           | Fin              |
| ---------------- | ------ | -------------------- | ----- | ------------- | --------------- | ---------------- |
| Château-Thierry1 | Unique | M. Paul Lambin       |       | SFIO          | 1er juin 1936   | 9 juillet 1940** |
| Laon             | 1re    | M. Jean Pierre-Bloch |       | SFIO          | 1er juin 1936   | 9 juillet 1940** |
| Laon             | 2e     | M. Élie Bloncourt    |       | SFIO          | 1er juin 1936   | 9 juillet 1940** |
| Saint-Quentin    | 1re    | M. Fernand Hollande* |       | SFIO          | 1er juin 1936   | 22 octobre 1938  |
| Saint-Quentin    | 1re    | M. Marcel Bugain     |       | SFIO          | 29 janvier 1939 | 9 juillet 1940** |
| Saint-Quentin    | 2e     | M. Albert Mennecier  |       | SFIO          | 1er juin 1936   | 9 juillet 1940** |
| Soissons         | Unique | M. Georges Monnet    |       | SFIO          | 1er juin 1936   | 9 juillet 1940** |
| Vervins          | Unique | M. Albert Hauet      |       | Parti radical | 1er juin 1936   | 9 juillet 1940** |

- 1 : Basé sur le scrutin uninominal majoritaire à deux tours par arrondissement, l'arrondissement de Château-Thierry a été supprimé par le décret-loi du 10 septembre 1926 puis rétabli par décret du 1er juin 1942.
- * décédé et remplacé par Marcel Bugain le 29 janvier 1939
- ** Un décret de juillet 1939 prolonge la mandature des députés jusqu'au 31 mai 1942, mais les députés siègent pour la dernière fois le 9 juillet 1940, veille du vote des pleins pouvoirs à Philippe Pétain le 10 juillet 1940.

## Second Empire

### Irelégislature(1852-1857)
| Circ. | Député                           | Parti / Idéologie | Parti / Idéologie   | Début        | Fin              |
| ----- | -------------------------------- | ----------------- | ------------------- | ------------ | ---------------- |
| 1re   | M. Ernest Hébert                 |                   | Majorité dynastique | 29 mars 1852 | 27 novembre 1857 |
| 2e    | M. Étienne de Cambacérès         |                   | Majorité dynastique | 29 mars 1852 | 27 novembre 1857 |
| 3e    | M. Albert Debrotonne             |                   | Majorité dynastique | 29 mars 1852 | 27 novembre 1857 |
| 4e    | M. Ernest Geoffroy de Villeneuve |                   | Majorité dynastique | 29 mars 1852 | 27 novembre 1857 |

### IIelégislature(1857-1863)
| Circ. | Député                           | Parti / Idéologie | Parti / Idéologie   | Début            | Fin               |
| ----- | -------------------------------- | ----------------- | ------------------- | ---------------- | ----------------- |
| 1re   | M. Ernest Hébert                 |                   | Majorité dynastique | 28 novembre 1857 | 4 novembre 1863   |
| 2e    | M. Louis de Cambacérès*          |                   | Majorité dynastique | 28 novembre 1857 | 3 décembre 1857   |
| 2e    | M. Louis de Cambacérès           |                   | Majorité dynastique | 27 décembre 1857 | 4 novembre 1863   |
| 3e    | M. Albert Debrotonne**           |                   | Majorité dynastique | 28 novembre 1857 | 19 septembre 1858 |
| 3e    | M. Joseph Baudelot*              |                   | Majorité dynastique | 21 novembre 1858 | 11 février 1859   |
| 3e    | M. Joseph Baudelot***            |                   | Majorité dynastique | 25 avril 1859    | 14 novembre 1862  |
| 3e    | Vacant***                        | Vacant***         | Vacant***           | 14 novembre 1862 | 4 novembre 1863   |
| 4e    | M. Ernest Geoffroy de Villeneuve |                   | Majorité dynastique | 28 novembre 1857 | 3 décembre 1857   |

- * : Élection invalidée.
- ** : Décédé en cours de mandat.
- *** : Décédé en cours de mandat et non remplacé jusqu'à la fin de la législature.

### IIIelégislature(1863-1869)
| Circ. | Député                             | Parti / Idéologie | Parti / Idéologie   | Début           | Fin            |
| ----- | ---------------------------------- | ----------------- | ------------------- | --------------- | -------------- |
| 1re   | M. Ernest Hébert                   |                   | Majorité dynastique | 5 novembre 1863 | 27 avril 1869  |
| 2e    | M. François Malézieux              |                   | Républicain         | 5 novembre 1863 | 27 avril 1869  |
| 3e    | M. Antonin Vilcocq                 |                   | Majorité dynastique | 5 novembre 1863 | 3 février 1867 |
| 3e    | M. Édouard Piette*                 |                   | Majorité dynastique | 17 mars 1867    | 27 avril 1869  |
| 4e    | M. Ernest Geoffroy de Villeneuve** |                   | Majorité dynastique | 5 novembre 1863 | 30 mai 1865    |
| 4e    | M. Edmond de Tillancourt*          |                   | Centre gauche       | 20 août 1865    | 27 avril 1869  |

- * : Décédé en cours de mandat.
- ** : Décédé en cours de mandat.
- *** : Décédé en cours de mandat et non remplacé jusqu'à la fin de la législature.

### IVelégislature(1869-1870)
| Circ. | Député                    | Parti / Idéologie | Parti / Idéologie   | Début         | Fin              |
| ----- | ------------------------- | ----------------- | ------------------- | ------------- | ---------------- |
| 1re   | M. Ernest Hébert          |                   | Majorité dynastique | 28 avril 1869 | 4 septembre 1870 |
| 2e    | M. François Malézieux     |                   | Républicain         | 28 avril 1869 | 4 septembre 1870 |
| 3e    | M. Édouard Piette*        |                   | Majorité dynastique | 28 avril 1869 | 4 septembre 1870 |
| 4e    | M. Edmond de Tillancourt* |                   | Centre gauche       | 28 avril 1869 | 4 septembre 1870 |

## IIeRépublique
Élections au suffrage universel masculin à partir de 1848

### Assemblée nationale constituante (1848-1849)
| Député                            | Parti / Groupe / Idéologie | Parti / Groupe / Idéologie | Début         | Fin         |
| --------------------------------- | -------------------------- | -------------------------- | ------------- | ----------- |
| M. Odilon Barrot                  |                            | Parti de l'Ordre           | 23 avril 1848 | 26 mai 1849 |
| M. Quentin Bauchart               |                            | Droite                     | 23 avril 1848 | 26 mai 1849 |
| M. Joseph Baudelot                |                            | Droite                     | 23 avril 1848 | 26 mai 1849 |
| M. Albert Debrotonne              |                            | Droite                     | 23 avril 1848 | 26 mai 1849 |
| M. Louis Prosper Desabes          |                            | Centre droit               | 23 avril 1848 | 26 mai 1849 |
| M. Théophile Dufour               |                            | Républicains modérés       | 23 avril 1848 | 26 mai 1849 |
| M. Maxime Lemaire                 |                            | Droite                     | 23 avril 1848 | 26 mai 1849 |
| M. Jules Leproux                  |                            | Républicains modérés       | 23 avril 1848 | 26 mai 1849 |
| M. Armand Lherbette               |                            | Droite                     | 23 avril 1848 | 26 mai 1849 |
| M. Louis Nachet                   |                            | Droite                     | 23 avril 1848 | 26 mai 1849 |
| M. Toussaint Plocq                |                            | Droite                     | 23 avril 1848 | 26 mai 1849 |
| M. Théodore Quinette de Rochemont |                            | Centre                     | 23 avril 1848 | 26 mai 1849 |
| M. Edmond de Tillancourt          |                            | Républicains modérés       | 23 avril 1848 | 26 mai 1849 |
| M. Alexandre-François Vivien      |                            | Droite                     | 23 avril 1848 | 26 mai 1849 |

### Assemblée nationale législative (1849-1851)
| Député                                     | Parti / Groupe / Idéologie | Parti / Groupe / Idéologie | Début       | Fin             |
| ------------------------------------------ | -------------------------- | -------------------------- | ----------- | --------------- |
| M. Odilon Barrot                           |                            | Parti de l'Ordre           | 28 mai 1849 | 2 décembre 1851 |
| M. Quentin Bauchart                        |                            | Bonapartiste               | 28 mai 1849 | 2 décembre 1851 |
| M. Charles Broquart des Bussières          |                            | Droite                     | 28 mai 1849 | 2 décembre 1851 |
| M. Étienne de Cambacérès                   |                            | Bonapartiste               | 28 mai 1849 | 2 décembre 1851 |
| M. Albert Debrotonne                       |                            | Droite                     | 28 mai 1849 | 2 décembre 1851 |
| M. Camille Godelle                         |                            | Bonapartiste               | 28 mai 1849 | 2 décembre 1851 |
| M. Ernest André Marie Constant Hébert      |                            | Droite                     | 28 mai 1849 | 2 décembre 1851 |
| M. Antoine Fouquier d'Hérouel              |                            | Bonapartiste               | 28 mai 1849 | 2 décembre 1851 |
| M. François de Clerc de Ladévèze           |                            | Droite                     | 28 mai 1849 | 2 décembre 1851 |
| M. Auguste Jean Alexandre Law de Lauriston |                            | Droite                     | 28 mai 1849 | 2 décembre 1851 |
| M. Armand Lherbette                        |                            | Droite                     | 28 mai 1849 | 2 décembre 1851 |
| M. Alphonse Paillet                        |                            | Droite                     | 28 mai 1849 | 2 décembre 1851 |

## Chambre des députés (Monarchie de Juillet)

### IreLégislature(1830-1831)
- Marie Charles Henri Philibert Le Carlier d'Ardon
- Xavier de Sade
- Horace Sébastiani
- Alexandre Méchin
- Pierre Lévesque de Pouilly

### IIeLégislature(1831-1834)
- César Niay démissionne en 1833, remplacé par Alexandre-François Vivien
- Vincent-Louis-Alphonse Foy
- Armand Lherbette
- Marie Charles Henri Philibert Le Carlier d'Ardon
- Xavier de Sade
- Joseph Dufour-Denelle, démissionne en 1833, remplacé par Jean-Baptiste Harlé
- Horace Sébastiani

### IIIeLégislature(1834-1837)
- Horace Sébastiani démissionne en 1835, remplacé par Théodore Quinette de Rochemont
- Alexandre-François Vivien
- Benoît Fould
- Armand Lherbette
- Odilon Barrot
- Louis Prosper Desabes
- Xavier de Sade

### IVeLégislature(1837-1839)
- Théodore Quinette de Rochemont
- Alexandre-François Vivien
- Benoît Fould
- Armand Lherbette
- Odilon Barrot
- Louis Prosper Desabes
- Xavier de Sade

### VeLégislature(1839-1842)
- Théodore Quinette de Rochemont
- Alexandre-François Vivien
- Benoît Fould
- Armand Lherbette
- Odilon Barrot
- Louis Prosper Desabes
- Xavier de Sade

### VIeLégislature(1842-1846)
- Étienne de Cambacérès
- Théodore Quinette de Rochemont
- Alexandre-François Vivien
- Armand Lherbette
- Odilon Barrot
- Louis Prosper Desabes
- Xavier de Sade

### VIIeLégislature(17/08/1846-24/02/1848)
- Étienne de Cambacérès
- Théodore Quinette de Rochemont
- Alexandre-François Vivien
- Albert Debrotonne
- Alphonse Gabriel Victor Paillet
- Armand Lherbette
- Odilon Barrot

## Chambre des députés des départements (2eRestauration)

### Irelégislature(1815–1816)
- Alexis Dubois de Courval
- Pierre Lévesque de Pouilly
- Charles Séraphin Joseph Genech de Sainte-Aldegonde
- Antoine Pierre Paporet
- Pierre Pérignon (homme politique)
- Martin Michel Charles Gaudin

### IIelégislature(1816-1823)
- Scipion de Nicolaï
- Marie Charles Henri Philibert Le Carlier d'Ardon
- Maximilien Sébastien Foy
- Alexis Dubois de Courval
- Alexandre Méchin
- Ange-Philippe-Honoré d'Esterno
- Jean Charles Louis Le Carlier de Colligis
- Charles Séraphin Joseph Genech de Sainte-Aldegonde
- Antoine Pierre Paporet
- Martin Michel Charles Gaudin
- Guillaume-Xavier Labbey de Pompières

### IIIelégislature(1824-1827)
- Scipion de Nicolaï
- Augustin Marie d'Aboville
- Maximilien Sébastien Foy
- Horace Sébastiani
- Alexandre Méchin
- Jean Charles Louis Le Carlier de Colligis
- Guillaume-Xavier Labbey de Pompières

### IVelégislature(1828-1830)
- Marie Charles Henri Philibert Le Carlier d'Ardon
- Xavier de Sade
- Horace Sébastiani
- Alexandre Méchin
- Thomas de Maussion
- Guillaume-Xavier Labbey de Pompières

### Velégislature(23 juin 1830-28 juillet 1830)
- Marie Charles Henri Philibert Le Carlier d'Ardon
- Xavier de Sade
- Horace Sébastiani
- Alexandre Méchin
- Pierre Lévesque de Pouilly
- Guillaume-Xavier Labbey de Pompières

## Chambre des représentants (Cent-Jours)
- Marie Charles Henri Philibert Le Carlier d'Ardon
- Horace Sébastiani
- Pierre Lévesque de Pouilly
- Jean Quentin Duplaquet
- Jacques Arpin
- Charles Henry Nérat
- Jean-Baptiste Not
- Guillaume-Xavier Labbey de Pompières
- Jacques François Laurent Devisme

## Chambre des députés des départements (1reRestauration)
- Barthélémy-Albin-Fleury Delhorme
- Henri de Montesquiou-Fézensac
- André Simon L'Eleu-La-Simone
- Guillaume-Xavier Labbey de Pompières

## Corps législatif(1800-1814)
- Barthélémy-Albin-Fleury Delhorme
- Henri de Montesquiou-Fézensac
- André Simon L'Eleu-La-Simone
- Jean Quentin Duplaquet
- Pierre-Joseph Demonceaux
- Jacques Collard
- Guillaume-Xavier Labbey de Pompières
- Jacques François Laurent Devisme
- François Lobjoy

## Conseil des Cinq-Cents(1795-1799)
- Jean Quentin Duplaquet
- Jean-Louis Denisart
- Louis Henri René Dequin
- Jacques-Charles-Gabriel Delahaye
- Jean Antoine Debry
- Louis Étienne Beffroy
- Pierre-Joachim Dormay
- Jacques Louis Debatz
- Marie Jean François Philibert Le Carlier d'Ardon
- Charles Duuez
- Juste Rameau de La Cérée
- Jean-Jacques Fiquet
- Thomas Vasse-Saint-Ouen

## Convention nationale(1792-1795)
- Louis Antoine de Saint-Just
- Pierre-Charles Pottofeux
- Nicolas-Marie Quinette
- Jean Antoine Debry
- Augustin Bouchereau
- Louis Étienne Beffroy
- Pierre-Joachim Dormay
- Marie Jean François Philibert Le Carlier d'Ardon
- Pierre Loysel
- Jean-Jacques Fiquet
- André Dupin de Beaumont
- Nicolas de Condorcet
- Jean-François Belin
- Michel Edme Petit

## Assemblée législative (1791-1792)
- Nicolas-Marie Quinette
- Jean Antoine Debry
- Louis-Jean-Samuel Joly de Bammeville
- François Louis Prudhomme
- Hyacinthe Prosper Carlier
- Louis-François Bernier
- Pierre Loysel
- Jean-Jacques Fiquet
- Guillaume Ducreux
- Jean-Étienne Fache
- François Lobjoy
- Jean-François Belin